# 日本腎臓学会
一般社団法人日本腎臓学会（にほんじんぞうがっかい、英: Japanese Society of Nephrology; JSN）は、腎臓学の普及と発展を目的に1959年に創設された学会である。事務所を東京都文京区本郷に置いている。　

## 事業
- 腎臓学に関する研究・調査
- 学術集会・研究会などの開催
- 学会誌・出版物の刊行
- 内外の関連学術団体との連絡・協力
- 腎臓疾患に関する一般の啓発・普及活動
- 専門医制度など[1]

## 機関誌
- 『CEN (Clinical and Experimental Nephrology)』
- 『日本腎臓学会誌』